# Koblentz
Koblentz er en by og kommune i det nordøstlige Tyskland, beliggende i Amt Uecker-Randow-Tal i den sydøstlige del af Landkreis Vorpommern-Greifswald. Landkreis Vorpommern-Greifswald ligger i delstaten Mecklenburg-Vorpommern.

## Geografi
Koblentz er beliggende i den østlige del af Vorpommern i den sydlige del af Ueckermünder Heide ved udkanten af dalen Randowbruchs, omkring ti kilometer øst for Pasewalk og få kilometer vest for den tysk-polske grænse. I kommunen findes ud over Koblentz, landsbyerne Breitenstein og Peterswalde.
Großer Koblentzer See, der er udpeget som Naturschutzgebiet, ligger vest for byen. Floden Randow danner kommunegrænsen mod øst.

## Eksterne kilder og henvisninger
- Wikimedia Commons har flere filer relateret til Koblentz
- Kommunens side på amtets websted
- Befolkningsstatistik mm (Webside ikke længere tilgængelig)